# Ciemięga (dopływ Krężniczanki)
Ciemięga, zwana też Radawczykiem – niewielka rzeka w województwie lubelskim o długości ok. 9 km, będąca lewobrzeżnym dopływem Krężniczanki. 
Rzeka wypływa na zachód od Lotniska Lublin-Radawiec przy drodze wojewódzkiej nr 747, płynie na południe, a potem na zachód. Łączy się z niewielkim ciekiem od prawej płynącym niemal z tego samego miejsca i kieruje się wprost na południe obok okolicznych stawów. Potem skręca lekko na wschód wzdłuż drogi do Radawca Małego. Za tą miejscowością przyjmuje kolejny mały ciek z lewej strony i zaczyna wchodzić w dolinę. Wkrótce potem wpada do Krężniczanki koło Radawczyka-Kolonii Pierwszej, gdzie tworzy malownicze meandry. Razem z Krężniczanką wpływa następnie do Bystrzycy, dopływu Wieprza.
Ciek nie występuje w oficjalnym spisie GUGiK i przez Krajowy Zarząd Gospodarki Wodnej jest postrzegana za Dopływ z Radawca Dużego.